# Domosclerus auriculatus
Domosclerus auriculatus is een mosdiertjessoort uit de familie van de Bifaxariidae. De wetenschappelijke naam van de soort is, als Sclerodomus auriculatus, voor het eerst geldig gepubliceerd in 1984 door d'Hondt & Schopf.